# İbrahim Həsənbəyov
İbrahim Həsənbəyov (Chasavjurt, 25 ottobre 1969 – Machačkala, 3 luglio 1999) è stato un calciatore azero.

## Biografia
Morì il 3 luglio 1999 in un incidente stradale a Machačkala.

## Carriera

### Club
Ibrahim giocò tutta la carriera nell'Anzi, collezionando 136 reti in 256 presenze.

### Nazionale
Ha collezionato due presenze con l'Azerbaigian, contro Oman e Ungheria.

## Statistiche

### Cronologia presenze e reti in nazionale
| Cronologia completa delle presenze e delle reti in nazionale ― Azerbaigian | Cronologia completa delle presenze e delle reti in nazionale ― Azerbaigian | Cronologia completa delle presenze e delle reti in nazionale ― Azerbaigian | Cronologia completa delle presenze e delle reti in nazionale ― Azerbaigian | Cronologia completa delle presenze e delle reti in nazionale ― Azerbaigian | Cronologia completa delle presenze e delle reti in nazionale ― Azerbaigian | Cronologia completa delle presenze e delle reti in nazionale ― Azerbaigian | Cronologia completa delle presenze e delle reti in nazionale ― Azerbaigian |
| Data                                                                       | Città                                                                      | In casa                                                                    | Risultato                                                                  | Ospiti                                                                     | Competizione                                                               | Reti                                                                       | Note                                                                       |
| -------------------------------------------------------------------------- | -------------------------------------------------------------------------- | -------------------------------------------------------------------------- | -------------------------------------------------------------------------- | -------------------------------------------------------------------------- | -------------------------------------------------------------------------- | -------------------------------------------------------------------------- | -------------------------------------------------------------------------- |
| 7-10-1996                                                                  | Mascate                                                                    | Oman                                                                       | 2 – 0                                                                      | Azerbaigian                                                                | Amichevole                                                                 | -                                                                          |                                                                            |
| 10-11-1996                                                                 | Baku                                                                       | Azerbaigian                                                                | 0 – 3                                                                      | Ungheria                                                                   | Qual. Mondiali 1998                                                        | -                                                                          |                                                                            |
| Totale                                                                     |                                                                            | Presenze                                                                   | 2                                                                          |                                                                            | Reti                                                                       | 0                                                                          |                                                                            |

## Palmarès

### Individuali
- Capocannoniere della Vtoraja Liga: 1

1996: 33 gol (Girone 1)